# Catania FC
Calcio Catania, ook wel Catania, is een Italiaanse voetbalclub uit de stad Catania op Sicilië.

## Geschiedenis
De club werd in 1946 opgericht en promoveerde in 1954 voor het eerst naar de hoogste klasse. Daar eindigde de club 12de, maar door een schandaal moest de club degraderen. In 1960 keerde de club terug en speelde 6 seizoenen in de hoogste klasse. De beste plaats was de 8ste in 1961 en 1965. De club degradeerde in 1966. In 1970 promoveerde de club weer, maar slechts voor één seizoen. Daarna was het wachten tot 1983/84 vooraleer Catania weer eersteklassevoetbal bracht. Na de degradatie in 1984 ging het bergaf met de club, die degradeerde naar de Serie C1 en zelfs Serie C2. Het dieptepunt van het bestaan werd echter in 1993 bereikt, toen de voetbalbond de club uitsloot na financiële problemen. Na een rechtszaak werd de bond verplicht de club weer toe te laten. De club begon in de Siciliaanse Eccelenza (6de klasse). Na enkele jaren promoveerde de club weer naar de Serie C en in 2002 zelfs naar de Serie B. In 2004 werd de club verkocht aan Antonino Pulverenti. Catania eindigde tweede in 2005/06 en promoveerde zo na 22 jaar opnieuw naar de Serie A. Hierin was de club de volgende acht seizoenen actief, tot na afloop van het seizoen 2013/14 degradatie naar de Serie B volgde. Hierin werd Catania in het seizoen 2014/15, vijf plaatsen boven de degradatiestreep, 15e. Nadat voorzitter Antonio Pulvirenti bekende dat hij dat seizoen vijf wedstrijden had 'gekocht', werd de club teruggezet naar de Lega Pro Prima Divisione.

## Eindklasseringen
- 1947 6e
Serie C
- 1948 1e
Serie C
- 1949 1e
Serie C
- 1950 12e
Serie B
- 1951 7e
Serie B
- 1952 4e
Serie B
- 1953 3e
Serie B
- 1954 1e
Serie B
- 1955 12e
Serie A
- 1956 5e
Serie B
- 1957 4e
Serie B
- 1958 13e
Serie B
- 1959 16e
Serie B
- 1960 3e
Serie B
- 1961 8e
Serie A
- 1962 10e
Serie A
- 1963 11e
Serie A
- 1964 8e
Serie A
- 1965 8e
Serie A
- 1966 17e
Serie A
- 1967 3e
Serie B
- 1968 10e
Serie B
- 1969 15e
Serie B
- 1970 3e
Serie B
- 1971 16e
Serie A
- 1972 8e
Serie B
- 1973 5e
Serie B
- 1974 20e
Serie B
- 1975 1e
Serie C
- 1976 17e
Serie B
- 1977 19e
Serie B
- 1978 2e
Serie C
- 1979 3e
Serie C1
- 1980 1e
Serie C1
- 1981 13e
Serie B
- 1982 9e
Serie B
- 1983 3e
Serie B
- 1984 16e
Serie A
- 1985 14e
Serie B
- 1986 13e
Serie B
- 1987 19e
Serie B
- 1988 15e
Serie C1
- 1989 10e
Serie C1
- 1990 6e
Serie C1
- 1991 11e
Serie C1
- 1992 6e
Serie C1
- 1993 8e
Serie C1
- 1994 3e
Eccellenza
- 1995 1e
n5
- 1996 8e
Serie C2
- 1997 4e
Serie C2
- 1998 10e
Serie C2
- 1999 1e
Serie C2
- 2000 7e
Serie C1
- 2001 3e
Serie C1
- 2002 3e
Serie C1
- 2003 17e
Serie B
- 2004 9e
Serie B
- 2005 12e
Serie B
- 2006 2e
Serie B
- 2007 13e
Serie A
- 2008 17e
Serie A
- 2009 15e
Serie A
- 2010 13e
Serie A
- 2011 13e
Serie A
- 2012 11e
Serie A
- 2013 8e
Serie A
- 2014 18e
Serie A
- 2015 22e
Serie B
- 2016 13e
Lega Pro
- 2017 11e
Lega Pro
- 2018 2e
Serie C
- 2019 4e
Serie C
- 2020 6e
Serie C
- 2021 6e
Serie C
- 2022 20e
Serie C
- 2023 1e
Serie D
- 2024 13e
Serie C
- 2025 5e
Serie C

- Serie A
- Serie B
- Serie C
- Prima Divisione
- Seconda Divisione
- Serie D
- Eccellenza
- n5

## Resultaten per seizoen
| Seizoen | Competitie        | Niveau | Eindstand | Coppa Italia | Opmerking                                            |
| ------- | ----------------- | ------ | --------- | ------------ | ---------------------------------------------------- |
| 2000/01 | Serie C1 Girone B | III    | 3         | --           | Finale promotieserie > ACR Messina (1-2)             |
| 2001/02 | Serie C1 Girone B | III    | 3         | 4e groep 8   | Winnaar promotieserie > Taranto FC 1927 (1-0)        |
| 2002/03 | Serie B           | II     | 17        | 4e groep 7   |                                                      |
| 2003/04 | Serie B           | II     | 9         | 1e groep 8   |                                                      |
| 2004/05 | Serie B           | II     | 12        | 2e groep 7   |                                                      |
| 2005/06 | Serie B           | II     | 2         | 1e ronde     |                                                      |
| 2006/07 | Serie A           | I      | 13        | 1e ronde     |                                                      |
| 2007/08 | Serie A           | I      | 17        | halve finale |                                                      |
| 2008/09 | Serie A           | I      | 15        | 8e finale    |                                                      |
| 2009/10 | Serie A           | I      | 13        | kwartfinale  |                                                      |
| 2010/11 | Serie A           | I      | 13        | 8e finale    |                                                      |
| 2011/12 | Serie A           | I      | 11        | 4e ronde     |                                                      |
| 2012/13 | Serie A           | I      | 8         | kwartfinale  |                                                      |
| 2013/14 | Serie A           | I      | 22        | 8e finale    |                                                      |
| 2014/15 | Serie B           | II     | 15        | 3e ronde     | degradatie vanwege matchfixing                       |
| 2015/16 | Lega Pro Girone C | III    | 13        | 3e ronde     |                                                      |
| 2016/17 | Lega Pro Girone C | III    | 11        | --           | 1e ronde promotieserie                               |
| 2017/18 | Serie C Girone C  | III    | 2         | --           | halve finale promotieserie                           |
| 2018/19 | Serie C Girone C  | III    | 4         | 4e ronde     | 4e ronde promotieserie                               |
| 2019/20 | Serie C Girone C  | III    | 6         | 2e ronde     | 2e ronde promotieserie                               |
| 2020/21 | Serie C Girone C  | III    | 6         | 1e ronde     | 1e ronde promotieserie                               |
| 2021/22 | Serie C Girone C  | III    | 20        | 2e ronde     | Na 36 speelronden uitgesloten vanwege faillissement. |
| 2022/23 | Serie D Girone I  | IV     | 1         | --           | Naamswijziging in Catania FC                         |
| 2023/24 | Serie C Girone C  | III    | 13        | --           | Winnaar Coppa C; 2e ronde promotieserie              |
| 2024/25 | Serie C Girone C  | III    | 5         | voorronde    | 1e ronde promotieserie                               |

## Catania in Europa
#R = #ronde, T/U = Thuis/Uit, W = Wedstrijd .
Uitslagen vanuit gezichtspunt Calcio Catania
| Seizoen | Competitie | Ronde | Land                 | Club            | Totaalscore | 1e W    | 2e W    |
| ------- | ---------- | ----- | -------------------- | --------------- | ----------- | ------- | ------- |
| 1971    | Mitropacup | 1R    | Vlag van Joegoslavië | NK Čelik Zenica | 1-3         | 0-3 (U) | 1-0 (T) |

## Bekende (oud-)spelers
| - Claudio Ranieri - Marco Motta - Davide Lanzafame - Francesco Lodi - Giuseppe Mascara - Graziano Pellè - Ezequiel Schelotto - Mariano Andújar - Alejandro Gómez - Gonzalo Bergessio - Sebastián Leto - Sergio Almíron - Mariano Izco - Juan Pablo Carrizo | - Maxi López - Pablo Barrientos - Matías Silvestre - Luis Oliveira - Johan Walem - Jean-François Gillet - Fernando Menegazzo - Keko - Takayuki Morimoto - Jorge Martínez - David Suazo - Juan Manuel Vargas - Nicolae Dică |